# Montpezat (Lot e Garonna)
Montpezat è un comune francese di 649 abitanti situato nel dipartimento del Lot e Garonna nella regione della Nuova Aquitania.

## Società

### Evoluzione demografica
Abitanti censiti